# Règle de Sahm

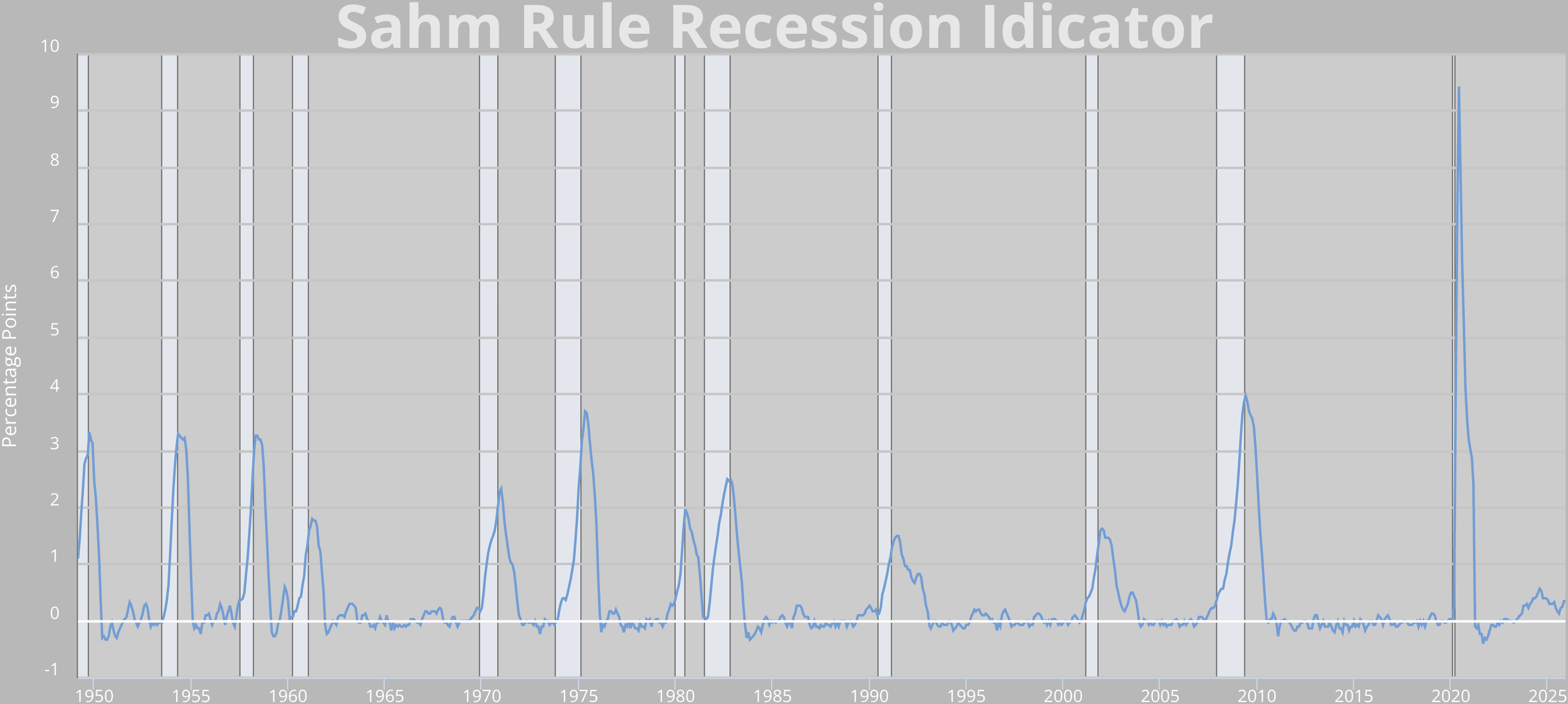
Règle de Sahm de 1949 à 2024.

En macroéconomie, la règle de Sahm, ou l'indicateur de récession de la règle de Sahm, est une mesure heuristique de la Réserve fédérale des États-Unis pour déterminer quand  l'économie américaine est entrée en récession. Elle est utile pour évaluer la phase du cycle économique en temps réel et s'appuie sur les données mensuelles des chiffres du chômage du Bureau of Labor Statistics  (BLS). Elle est nommée d'après l'économiste Claudia Sahm, ancienne membre de la Réserve fédérale et du Conseil des conseillers économiques.

La règle de Sahm stipule :

« Lorsque la moyenne mobile sur trois mois du taux de chômage national est de 0,5 point de pourcentage ou plus au-dessus de son niveau le plus bas des douze mois précédents, nous sommes dans les premiers mois de la récession. »

## Origine
La règle Sahm provient d'un chapitre du rapport de l'Institut Brookings sur l'utilisation de la politique budgétaire pour stabiliser l'économie pendant les récessions. Le chapitre, écrit par Sahm, propose à la politique budgétaire d'émettre automatiquement des paiements stabilisateurs aux foyers pour augmenter le bien-être économique. En automatisant ce processus, elle y voit l'occasion de fournir plus rapidement de l'aide aux gens. Parce que, selon elle, plus l'aide est distribuée tôt, mieux les petites entreprises évitent la fermeture et leurs employés conservent leurs emplois. Sa règle devrait donc fonctionner comme une alerte anticipant les premiers stades d'une récession et ensuite intervenir et aider à gérer la récession en pilotage automatique avec des versements directs aux particuliers lorsque les conditions deviennent mauvaises. Au lieu de s'appuyer sur l'intuition humaine pour déterminer quand de tels paiements doivent être envoyés, Sahm décrit un cas basé sur la méthode pour déclencher les paiements. Le déclencheur suggéré indique que l'économie américaine commence une récession et est maintenant connu sous le nom de règle Sahm. L'indicateur de récession de la règle Sahm a également été présenté au début d'un rapport de recherche économique américaine de Goldman Sachs par l'économiste William C. Dudley. Edward McKelvey, économiste principal à Goldman Sachs, a également été crédité d'avoir utilisé l'idée très tôt,.

## Commentaire
Le Dr Sahm prévient :

« La règle de Sahm est une règle empirique. Ce n’est ni une proposition, ni une loi de la nature. »

Et elle explique en outre:Un seuil de 0,4 % arrondi à une seule décimale élimine mieux les faux positifs [que McKelvey ou Dudley] sans les décalages de Sahm

## Mise en œuvre
La règle de Sahm a été publiée par le système de Données économiques de la Réserve fédérale de la banque de la réserve fédérale de Saint-Louis (FRED) en octobre 2019,. Il a été calculé rétroactivement pour vérifier son efficacité à détecter les récessions passées. La règle de récession est définie comme suit :

« J'ai créé la règle Sahm pour envoyer automatiquement des chèques engendrant la relance. L'idée était d'agir rapidement pour rendre la récession moins grave et aider les familles. L'idée a toujours été le chèque de relance et non l'indicateur que d'autres personnes ont nommé de mon nom »

. En se basant sur la variation du chômage par rapport aux douze mois précédents, l'indice intègre le taux de chômage naturel. Par contre, la règle qui repose sur un niveau fixe de chômage, ne prendre pas en compte les variations causées par les changements démographiques, technologiques ou les frictions du marché du travail.
La règle ne s'appuie que sur une seule série de données, le chômage national, qui est publié mensuellement par le Bureau of Labor Statistics. Cela le distingue des indices de récession basés sur des modèles statistiques prennant en compte des dizaines d'indicateurs. En outre, le chômage est plus facile à comprendre que les séries financières complexes,.

## L'exactitude historique
La règle de Sahm est un outil robuste qui a été très précis pour identifier une récession dans le cycle économique et ne se déclenche presque jamais en l'absence de récession. La simplicité du calcul contribue à sa fiabilité. La règle Sahm signale dès les premiers temps une récession et n'a généré que deux fausses alertes positives de récession depuis 1959 (il y a eu 11 récessions depuis 1950); dans les deux cas – en 1959 et 1969 – il était juste un peu prématuré, l'avertissement de récession apparaissant quelques mois avant que ne débute le déclin de l'économie américaine. Dans le cas de l'avertissement faux positif de 1959, il a été suivi d'une récession réelle six mois plus tard. La règle de Sahm signale généralement une récession avant que les données du PIB ne le fassent clairement.
La règle Sahm est conçue pour indiquer que l'économie américaine est dans les premiers mois d'une récession, plutôt que de prédire des récessions à venir. Bien que la performance historique et la précision de la règle Sahm aient été remarquables, la fiabilité de la règle Sahm dans l'économie contemporaine a été remise en question par de nombreux économistes (y compris Claudia Sahm) en raison de plusieurs distorsions et il y a des raisons de croire que l'économie pourrait réagir différemment cette fois-ci en raison de conditions inhabituelles uniques,,,,Cela suggère que la prudence devrait être exercée lors de l'interprétation de la règle de la Sahm dans la situation économique sans précédent actuelle. Comme tous les indicateurs économiques, il convient de le prendre en compte en même temps que d'autres données et indicateurs économiques. Cependant, la règle Sahm reste un outil précieux pour les économistes et les décideurs politiques pour détecter tôt les récessions économiques.
| Taux de chômage % | Indicateur de Sahm | Date du dépassement du seuil 0,5 | Début de la récession ...         |
| ----------------- | ------------------ | -------------------------------- | --------------------------------- |
| 3.50%             | 0.63               | Novembre 1953                    | 4 mois auparavant (juillet 1953)  |
| 4.50%             | 0.50               | Octobre 1957                     | 2 mois auparavant (août 1957)     |
| 5.80%             | 0.60               | Novembre 1959                    | 5 mois plus tard (avril 1960)     |
| 4.40%             | 0.77               | Mars 1970                        | 3 mois auparavant (décembre 1969) |
| 5.50%             | 0.60               | Juillet 1974                     | 8 mois auparavant (novembre 1973) |
| 6.30%             | 0.53               | Février 1980                     | 1 mois auparavant (janvier 1980)  |
| 8.30%             | 0.60               | Novembre 1981                    | 4 mois auparavant (juillet 1981)  |
| 5.90%             | 0.53               | Octobre 1990                     | 3 mois auparavant (juillet 1990)  |
| 4.50%             | 0.50               | Juin 2001                        | 3 mois auparavant (mardi 2001)    |
| 4.90%             | 0.53               | Février 2008                     | 2 mois auparavant (décembre 2007) |
| 14.80%            | 4.00               | Avril 2020                       | 2 mois auparavant (février 2020)  |
| 4.30%             | 0.53               | Août 2024                        | -                                 |

En résumé, la fiabilité de la règle de Sahm réside dans son efficacité répétée dans des climats économiques différents, en particulier en signalant le début d'une récession avec un haut degré de précision.

## Le seuil de déclenchement de la règle de Sahm
La règle la plus couramment utilisée aujourd'hui déclenche un signal de récession lorsque la métrique de Sahm dépasse 0,5%. L'économiste William C. Dudley recommandait un déclencheur inférieur de 0,33%, et Edward McKelvey recommandait un déclenchement au seuil inférieur de 0,3%,. L'écrivain macroéconomique Mike Shedlock recommande un seuil de déclenchement de 0,4% comme le meilleur compromis à mi-chemin entre McKelvey et Sahm, car comme il l'explique, cela réduit le délai moyen de l'alerte de récession à seulement environ un mois (contre un retard de trois mois en moyenne avec un seuil de 0,5%), sans produire trop de faux positifs (mais il utilise un arrondissement légèrement différent dans son calcul).
L'indicateur de récession de Sahm signale le début d'une récession lorsque la moyenne mobile sur trois mois du taux de chômage national (U3) augmente de 0,50 point de pourcentage ou plus par rapport à son niveau le plus bas au cours des 12 mois précédents.

### Analyse des différents seuils de déclenchement
| Seuil de déclenchement | Temps de retard                                                                                          | Fausses alertes positives              |
| ---------------------- | --- | -------------------------------------- |
| 0.3%                   | Le premier est le début de la récession réelle, dans trois cas par deux mois et dans un cas par un mois. | Cinq (à six) alertes fausses positives |
| 0.4%                   | Le début de la récession réelle est en tête dans deux cas d'un mois                                      | produit deux alertes fausses positives |
| 0.5%                   | Le début de la récession n'est en aucun cas                                                              | produit une alerte fausse positive     |

### Arrondi
Mike Shedlock explique qu'il calcule le taux de chômage des États-Unis à trois décimales puis à deux. À titre d'exemple pour juillet 2024, la règle de Sahm largement utilisée calcule une valeur de 0,53%, tandis que Shedlock calcule une valeur de 0,49%.

## Modifications du principe de Sahm avec les postes à pourvoir
Les économistes Pascal Michaillat et Émanuel Saez ont créé un indicateur basé sur la règle Sahm à deux côtés (que le Financial Times désigne sous le nom de « règle de Michez » ), en utilisant à la fois le taux de chômage et le taux de postes à pourvoir. Les économistes ont noté que leur indicateur modifié fonctionnait pour les récessions remontant à 1930, tandis que l'indicateur de Sahm ne fonctionnait que dans les années 1950. Une autre différence notable est que la « règle de Michez » est généralement déclenchée plus tôt que la règle de Sahm, car elle détecte les récessions en moyenne 1,4 mois après leur début.

## Modifications de la règle Sahm en fonction du taux d'emploi de la population
Les économistes de Morgan Stanley ont construit un indicateur qui a le même seuil de récession de 0,5% que la règle de Sahm, mais qui utilise le taux d'emploi de la population. Il met l'accent sur le rapport entre les personnes occupant un emploi et l'ensemble de la population active et peut fournir une image plus précise de l'état du marché du travail. Les économistes Morgan Stanley ont combiné leur approche avec la modification faite par Michaillat et Saez, qui utilise deux seuils, pour créer la « règle du triumvirat ».

## Reception
La règle de Sahm a été reconnue par la presse économique plus populaire,,. L'hebdomadaire financier américain Barron's décrit la métrique comme une « règle économique bien acceptée », la chaîne d'informations financières américaine CNBC étiquette l'indicateur de récession comme un « indicateur de sécurité contre l'échec », tandis que Investopédie écrit que  « les économistes aiment l'indice pour sa simplicité et sa fiabilité »,,.
Son faible taux de faux positifs est une caractéristique attrayante. Le président de la Réserve fédérale Jerome Powell a qualifié la règle de Sahm de « régularité statistique » lors d'une conférence de presse à la fin juillet 2024.
Bien que la règle de Sahm indique les récessions plus tôt que l'indication formelle de récession du National Bureau of Economic Research (NBER), qui peut prendre entre six mois et deux ans, elle n'est en aucun cas prédictive, lorsqu'on utilise la moyenne mobile simple sur 3 mois comme filtre (parce que ce lissage des données du chômage aux États-Unis ajoute un délai de plusieurs mois au calcul). La version couramment utilisée de la règle de Sahm avec la moyenne de 3 mois se déclenche environ trois mois dans chacun des derniers débuts de récession du NBER, avec le début de la récession officiellement déterminé par le NBER.
Une caractéristique moins connue du modèle de Sahm est qu'il est particulièrement utile pour évaluer les fins de  récessions. La règle standard de Sahm lissée sur 3 mois a en moyenne un délai minimum de deux mois avant la fin de la récession (l'indicateur de Sahm non lissée prévoit une signalisation quasi parfaite des basses périodes du cycle économique), selon Dwaine Van Vuuren.